# Bornos
Bornos is een gemeente in de Spaanse provincie Cádiz in de regio Andalusië met een oppervlakte van 54 km². In 2007 telde Bornos 8131 inwoners.

## Demografische ontwikkeling
Bron: INE, 1857-2011: volkstellingen